# Al Agami
Al Agami (født Julius Robert Aleni Agami den 6. marts 1972) er en afrikansk rapper og skuespiller. Agami er statsløs flygtning under FN-beskyttelse og bor i dag i Danmark. Han er søn af kong John Bart Agami, som var konge af Det Centralafrikanske kongedømme Lado indtil, han måtte flygte fra diktatoren Idi Amin, da Agami var tre år. Han er bror til Kuku og Joseph Agami, der ligeledes er rappere.

## Karriere

### Musik
Som rapper har Agami både optrådt som solokunstner samt medvirket i forskellige projekter. Han debuterede dog som soloartist med rapalbummet Covert Operations i 1993, der året efter blev hædret med en Dansk Grammy for Årets danske rap/dance udgivelse. Samme år udgav han under konstellationen Blachman Thomas meets Al Agami & Remee rap/jazz-albummet The Style and Invention Album, der vandt prisen som Årets danske jazz udgivelse" ved Dansk Grammy i 1995. Albummet blev fulgt op af Four Corners of Cool i 1997. Flere år forinden havde Agami udlånt sin vokal til forskellige euro house og techno-projekter, så som Wizdom-N-Motion-nummeret "Head to Toe" fra 1991 og Dr. Baker's "Turn Up the Music" fra 1992. Sidstnævnte var et projekt fra dj'en Kenneth Bager, og det var på hans pladeselskab Flex Records Agami sammen med Mai-Britt Vingsøe og Grith Höifeldt udgav rap/dance gruppen Los Umbrellos første og eneste album Flamenco Funk i 1998. Gruppen hittede med sangen "No Tengo Dinero", der var gået ind som #33 på den engelske singlehit-liste året forinden.
Agami har siden 2000 lagt vokal til flere af DJ Aligators numre, heriblandt det firedobbelte platin-sælgende hit "The Whistle Song" (2000), "Lollipop" (2000), "Doggy Style" (2001) m.fl. Han har desuden medvirket på sange fra artister som Østkyst Hustlers, Caroline Henderson, Zapp Zapp, Infernal, Bliss og Ida Corr.

### Film og TV
I 1999 medvirkede Agami i et afsnit af tv-sketchprogrammet Casper & Mandrilaftalen. I 2000 optrådte han i tv-serien Edderkoppen, og i 2002 spillede han karakteren Mufufu i et afsnit af Langt fra Las Vegas. Han har i de senere år medvirket i tre danske film, nemlig Flyvende farmor (2001), En som Hodder (2003) og Store planer (2005).
I 2005 blev det offentliggjort at Agami skulle medvirke i sæsonpremieren på Vild med dans på TV 2. Han meldte dog fra i sidste øjeblik pga. sin medvirken i musicalen Den eneste ene. Efterfølgende meddelte TV 2 at de ville kræve erstatning for kontraktbrud, men ifølge Agami indgik parterne "et forlig uden penge". Al Agami deltog ved 2011-sæsonen af Vild med dans, hvor at Al Agami, dannede par med den professionelle danser Tine Dahl.

## Diskografi

### Al Agami
- Covert Operations (1993)
- Token Word (2005)

### Los Umbrellos
- Flamenco Funk (1998)

### Blachman Thomas meets Al Agami & Remee
- The Style and Invention Album (1994)
- Four Corners of Cool (1997)

## Filmografi

### Film
- Sinans bryllup (1997)
- Dancer in the Dark (2000)
- Flyvende farmor (2001)
- En som Hodder (2003)
- Store planer (2005)
- Be Here Now (2009)

### Tv
- 1999 Casper & Mandrilaftalen (1. sæson, 37. afsnit)
- 2000 Edderkoppen
- 2002 Langt fra Las Vegas